# Parelmotten
De parelmotten (Glyphipterigidae) zijn een familie van vlinders in de superfamilie Yponomeutoidea. Wereldwijd telt de familie ruim 500 soorten, verdeeld over 28 geslachten.

## Onderfamilies
- Orthoteliinae
- Glyphipteriginae
- Acrolepiinae

## Geslachten
- Abrenthia
- Aechmia
- Anacampsiodes
- Apistomorpha
- Carmentina
- Caulobius
- Chrysocentris
- Circica
- Cotaena
- Cronicombra
- Desmidoloma
- Diploschizia
- Drymoana
- Electrographa
- Encamina
- Emolytis
- Eusthenica
- Glyphipterix
- Heribeia
- Irinympha
- Lepidotarphius
- Machlotica
- Metapodistis
- Myrsila
- Neomachlotica
- Pantosperma
- Phalerarcha
- Phryganostola
- Rhabdocrates
- Sericostola
- Setiostoma
- Taeniostolella
- Tetracmanthes
- Toxopeia
- Trapeziophora
- Uranophenga
- Ussara